# Тишла
Тишла (араб. تيشلا‎) — город в Западной Сахаре, де-факто контролируемый Марокко, которое считает его частью сельской коммуны провинции Ауссерд региона Дахла-Уэд-Эд-Дахаб.

## География
Тишла расположена в нескольких километрах от мавританской границы, является частью Рио-де-Оро. Город расположен в шестой марокканской стене.
Высота над уровнем моря — 304 м.

## Население
По данным переписи 2004 года в Тишле проживает 6036 человек.
| Год  | Население |
| ---- | --------- |
| 1994 | 290       |
| 2004 | 6036      |